# Dominanta septymowa

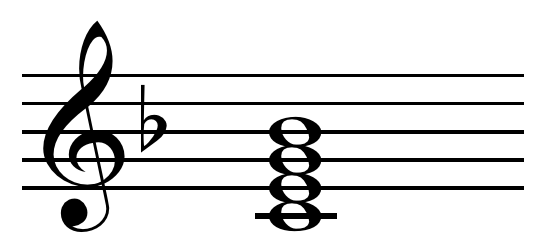
Dominanta septymowa od dźwięku c1 (tj. w tonacji F-dur)

Dominanta septymowa – czterodźwięk durowy z dodaną septymą małą, budowany na V stopniu gamy. Symbol w zapisie funkcji harmonicznych i melodycznych - D7.

## Akord septymowy w postaci zasadniczej
Składa się z interwałów (od najniższego dźwięku): tercji wielkiej (3w), tercji małej (3m), i tercji małej (3m) czyli jest to trójdźwięk durowy z dodaną do niego kolejną tercją małą (lub septymą małą licząc od podstawy akordu).

## Akord septymowy w przewrotach
- akord septymowy w pierwszym przewrocie (dominanta septymowa na tercji) – akord kwint-sekstowy

Składa się z: tercji małej (3m), i tercji małej (3m), czyli inaczej z trójdźwięku zmniejszonego i sekundy wielkiej (3m + 3m + 2w). 
- akord septymowy w drugim przewrocie (na kwincie) – akord terc-kwartowy

Zbudowany jest z: tercji małej (3m), sekundy wielkiej (2w) i tercji wielkiej (3w), czyli: 3m + 2w + 3w.
- akord septymowy w trzecim przewrocie (na septymie) – akord sekundowy

Zbudowany jest z: sekundy wielkiej (2w), tercji wielkiej (3w) i tercji małej (3m), czyli inaczej z sekundy wielkiej i trójdźwięku durowego (2w + 3w + 3m).

## Zastosowanie
Akord septymowy najczęściej pełni funkcję dominanty septymowej – dodana septyma wzmacnia wtedy dążenie akordu do rozwiązania na tonikę, lecz również jako dominanta wtrącona septymowa dowolnego stopnia tonacji głównej.
- dominanta septymowa zawsze rozwiązuje się na akord toniczny (I, III, VI lub VI obniżonego stopnia)
- składniki dominanty septymowej to:

1. pryma – nie ulega zmianie, dając kwintę toniki (wówczas akord rozwiązuje się na tonikę w drugim przewrocie), lub rozwiązuje się do góry o kwartę czystą, dając prymę toniki
2. tercja – rozwiązuje się o sekundę gamowłaściwą do góry na prymę toniki
3. kwinta – rozwiązuje się o sekundę gamowłaściwą w dół, przez co pokrywa się z tercją, również dając prymę toniki
4. septyma – rozwiązuje się o sekundę gamowłaściwą w dół na tercję toniki